# José Luis Lorenzo Bautista
José Luis Lorenzo Bautista (Madrid, 18 de agosto de 1921-Ciudad de México, 23 de julio de 1996) fue un arqueólogo español nacionalizado  mexicano, especializado en antropología física y alma mater del desarrollo del Museo de Antropología de la Ciudad de México.
Nació en Madrid el 18 de agosto de 1921. Desde pequeño recibió una educación liberal y laica. Sus estudios los realizó en el Instituto Escuela de Madrid, de orientación kraussista, donde adquirió una sólida formación académica. 
A causa de la Guerra Civil Española, emigra a México donde entre 1945 y 1950 cursa estudios en la Escuela Nacional de Antropología e Historia, y cursa estudios de doctorado en Antropología en la UNAM entre 1962-64. En 1953-54, estudia en el Institute of Archaeology, University of London, bajo la guía de Vere Gordon Childe. Desarrolla su carrera en el Instituto Nacional de Antropología e Historia de México, donde ocupa a lo largo de su trayectoria diversas jefaturas de departamentos, llegando a ser Director de la Escuela  de Restauración y Museografía , y Presidente del Consejo de Arqueología.
La arqueología científica de Lorenzo generaba maneras específicas de trabajar. Si la arqueología estudia la historia de los pueblos sin registros escritos, la reconstrucción de la vida social sólo se lograría incorporando todos los elementos recobrados. De ahí la importancia de realizar excavaciones controladas, con rigor y estricto cuidado. El arqueólogo, al excavar, destruye sus fuentes de información. José Luís Lorenzo, como arqueólogo recién egresado, se inclinó hacia el estudio de la prehistoria y el paleoambiente.
En su práctica profesional, se alineaba con una posición teórica y su trabajo lo atestigua. En su obra se percibe una línea derivada del materialismo dialéctico, sin duda generada de su posición childeana. Practicó y enseñó técnicas de excavación con atención a su control por coordenadas. Usó la aerofotografía, dándole importancia a la fotointerpretación, tanto para localizar restos de ocupación humana, como para conocer el paisaje en el que se enclavaron. Creó y organizó laboratorios para el análisis de material arqueológico y los datos
paleoclimáticos y geológicos. Fue un investigador notable en el estudio del Cuaternario. Para él la geología era un elemento indispensable en el estudio arqueológico.
Forma parte del grupo que se embarca en las expediciones científicas Ra I y Ra II del aventurero y etnólogo noruego Thor Heyerdahl, que en 1969 y 1973 navegan en una balsa construida con papiro desde la costa de Marruecos hasta América, para probar que los antiguos egipcios podrían haber tenido contacto con las civilizaciones en el continente americano. Cuyo relato es publicado en 1972 en el libro "Ra una balsa de papyrus a través del Atlántico".
Trabajó en Sudamérica, especialmente en Perú, donde hizo y dirigió investigaciones de campo y gabinete. Durante 1974 y los primeros meses de 1975 participó en un Proyecto arqueológico de la UNESCO, el Per 39, entre Machu Pichu y el Lago Titicaca.
Su archivo se encuentra resguardado por el Instituto de Investigaciones Antropológicas de la Universidad Nacional Autónoma de México.

## Obras
- Etapa lítica en Norte y Centroamérica sobre los orígenes del hombre americano, [Caracas], Academia Nacional de la Historia de Venezuela, [1987], 431 p., ils., maps. 505
- Informe de la Sección de Glaciología, en “El año Geofísico Internacional”, México, Universidad Nacional Autónoma de México, Instituto de Geofísica, 1962, 125 p. (Monografía, 3), 6 figs., croquis.
- Las ciencias geológicas y su perspectiva en el desarrollo de México, México, Productividad, 1968, viii-120 p., maps.
- Los glaciares de México, México, Universidad Nacional Autónoma de México, Instituto de Geofísica, 1958, 114 p. (Monografía, 1), 51 figs., 8 maps.
- Los glaciares de México, 2a  ed., México, Universidad Nacional Autónoma de México,
- Instituto de Geofísica, 1964, 124 p. (Monografía, 1), 60 figs., 8 maps.
- Mamutes excavados en la cuenca de México (1952-1980), J. L. Lorenzo y L. Mirambell, coords., México, Instituto Nacional de Antropología e Historia, Departamento de Prehistoria, 1986,151 p., ils., maps.
- Tlapacoya: 35 000 años de historia del lago de Chalco, J. L. Lorenzo y L. Mirambell, coords., México, Instituto Nacional de Antropología e Historia, 1986, 297 p., ils.